# Feryal Abdelaziz
Feryal Abdelaziz, née le 16 février 1999, est une karatéka égyptienne.
En 2021, elle s'impose en finale des Jeux olympiques de Tokyo en battant l'Azéri Iryna Zaretska.

## Palmarès
| Année | Compétition                           | Lieu     | Résultat | Catégorie          |
| ----- | ------------------------------------- | -------- | -------- | ------------------ |
| 2018  | Championnats d'Afrique de karaté 2018 | Kigali   | 3e       | Kumite -68 kg      |
| 2019  | Championnats d'Afrique de karaté 2019 | Gaborone | 3e       | Kumite -68 kg      |
| 2019  | Jeux africains de 2019                | Rabat    | 2e       | Kumite -68 kg      |
| 2020  | Championnats d'Afrique de karaté 2020 | Tanger   | 1re      | Kumite -68 kg      |
| 2020  | Championnats d'Afrique de karaté 2020 | Tanger   | 3e       | Kumite par équipes |
| 2021  | Championnats du monde de karaté 2021  | Dubaï    | 1re      | Kumite par équipes |
| 2022  | Jeux méditerranéens de 2022           | Oran     | 1re      | Kumite -68 kg      |
| 2022  | Championnats d'Afrique de karaté 2022 | Durban   | 1re      | Kumite -68 kg      |
| 2022  | Championnats d'Afrique de karaté 2022 | Durban   | 3e       | Kumite par équipes |